# Awwwards
وب سایت Awwwards یک سازمان رقابتی و حرفه‌ای طراحی وب و توسعه وب است. هدف این وب سایت تشخیص، ترویج و تشویق بهترین وب سایت‌های خلاقانه است. یک وب سایت رقابتی است که توسعه دهنگان (developers) نیز می‌توانند در آن ثبت نام کرده و طرح‌های خود را ارایه دهند. بهترین طرح‌ها و ایده‌هایی که در طول سال ارایه شده‌اند در کنفرانس‌ها و مراسم اهدا جوایز که در شهرهای مختلف آمریکا و اروپا برگزار می‌شود، معرفی می‌شوند.
Awwwards در سال ۲۰۰۹ شروع به فعالیت کرد و مقر اصلی آن در شهر والنسیا اسپانیا است.

## روند یا پروسه کاندید شدن
در فاز اول از پروسه کاندید شدن، طراحان وب، پروژه خود را برای انتخاب شدن «بهترین سایت روز» در این وب سایت ثبت می‌کنند. هزینه ثبت نام سایت، ۵۰ یورو است. در مرحله بعدی، پروژه ارسال شده توسط جامعه Awwwards یعنی کاربران و هیئت داوران بین‌المللی که تشکیل شده از طراحان، توسعه دهندگان و سازمان‌ها، مورد بررسی قرار می‌گیرند. بهترین سایت‌های روز هر ساله در کتابی به نام «۳۶۵ سایت برتر در سراسر دنیا» چاپ می‌شوند.
در دومین فاز از مرحله رأی دادن، بهترین سایت در ماه انتخاب می‌شود. برندگان بهترین سایت ماه در آخرین رقابت یعنی بهترین سایت سال رقابت می‌کنند. این جایزه در کنفرانس و جشن اهدای جوایز به بهترین سایت سال داده می‌شود.

## هیئت داوران
هیئت داوران شامل گروهی از طراحان، توسعه دهنگان، روزنامه نگاران و آژانس‌هایی از سراسر دنیا هستند.این گروه داوری استعداد، تلاش، تکنیک و بینشی که در طرح ارسالی ارایه شده‌است را ارزیابی می‌کنند.

## جوایز اعطا شده
اعضای هیئت داوران Awwwards به نامزدان در ۶ بخش مجزا امتیاز می‌دهند:
طراحی
ابتکار یا خلاقیت
قابلیت استفاده یا usability
محتوا
سازگاری با موبایل
برنامه‌نویسی
سایت‌هایی که بالاترین امتیاز را کسب کرده‌اند می‌توانند برنده انواع جوایز مختلف شوند.

## جایزه Honorable Mention
تمام وب سایت‌هایی که امتیاز ۶٫۵ یا بالاتر را بگیرند شامل این جایزه می‌شوند.

## جایزه Site of the Day
این جایزه زیباشناسی، کارایی و دستاوردهای تکنیکی را در نوآوری یک سایت در نظر می‌گیرد. سایت‌ها به مدت ۳ ماه از تاریخ ارسال، برای گرفتن جایزه بهترین سایت روز به رقابت خود ادامه می‌دهند.
تنها سایت‌هایی که بالاترین امتیاز را دارند، جایزه بهترین سایت روز را می‌گیرند.

## جایزه Developer Award
جایزه Developer Award با مشارکت شرکت Microsoft ایجاد شد که این جایزه به برنامه نویسانی ابلاغ می‌شود که مهارت و تسلط زیادی در برنامه‌نویسی وب دارند. وب سایت‌هایی که به خوبی برنامه‌نویسی شده‌اند با مرورگرها و سیستم عامل‌های مختلف سازگارند، در دستگاه‌های مختلف در دسترس بوده و به بهترین روش از زبان‌های HTML5، CSS و JavaScript برای کدنویسی استفاده کرده‌اند.برندگان این جایزه به نمایشگاه Internet Explorer که هرسال برگزار می‌شود، دعوت می‌شوند و نگاهی خواهند داشت به پشت صحنه، منابع الهام و نحوه توسعه این سایت.
جایزه Site of the Month :

این جایزه هر ماه به ۸ وب سایتی که بالاترین امتیاز را کسب کرده‌اند، اهدا می‌شود.

## جایزه Site of the Year
جایزه بهترین سایت سال را از بین ۱۲ سایتی که در هر ماه به عنوان بهترین سایت آن ماه توسط اعضای هیئت داوران معرفی شده‌اند و ۳ سایتی که جایزه بهترین سایت روز را از تیم Awwwards کسب کرده‌اند، انتخاب می‌شود.

## جایزه Developer’s Site of the Year
برنده این جایزه توسط تیم داوران از بین برندگان Developer Award انتخاب می‌شود.

## جایزه (Site of the Year: (Users’ Choice
این جایزه توسط رأی کاربران سایت Awwwards که در طول سال رأی داده‌اند، انتخاب می‌شود.

## مراسم
مراسم اهدای جوایز یا Awwwards prize-giving :
این مراسم در اولین کنفرانس هر سال برگزار می‌شود. جوایزی که در این مراسم اهدا می‌شود شامل بهترین سایت سال، بهترین برنامه‌نویس سال، بهترین سازمان سال، بهترین طراح مستقل سال و بهترین برنامه‌نویس مستقل خلاق سال است.

## مراسم Awwwards conference
این رویداد که در سال چندین بار برگزار می‌شود، شامل کنفرانس‌های ۲ روزه است که سخنرانان آن را افراد تأثیرگذار و با نفوذ در صنعت طراحی وب تشکیل می‌دهند. آن‌ها طراحان، برنامه نویسان و نمایندگان شرکت‌ها را از بیش از ۴۰ کشور دنیا دور هم جمع می‌کنند. سخنرانان این کنفرانس‌ها شامل مدیران و کارکنان شرکت‌های چون مایکروسافت، گوگل، Spotify، Adobe، Opera، مجله اسمشینگ و کمپانی‌های دیگر در صنعت فناوری هستند.

## برندگان برجسته
برندگان برجسته جایزه Site of the Year عبارتند از: مرسدس بنز، بلومبرگ L. P.، شرکت Bose، برادران وارنر، فولکس واگن، Uber و گوگل.
برندگان جایزه Agency of the Year عبارتند از :Hello Monday, Waston/DG و Resn.